# Simone Bach
Simone Bach (Les Sables-d'Olonne, 15 de septiembre de 1935-París 11 de junio de 2021) fue una actriz francesa que participó en veinte películas y cinco series de televisión, entre las décadas de 1950 y 1970.

## Filmografía completa
- Dortoir des grandes de Henri Decoin (1953)
- L'Aventurière du Tchad de Willy Rozier  (1953)
- Alerte au Sud de Jean Devaivre (1953)
- Les intrigantes de Henri Decoin (1954)
- L'Impossible Monsieur Pipelet de André Hunebelle (1955)
- Les Premiers outrages de Jean Gourguet (1955)
- Milord l'Arsouille de André Haguet (1955)
- Paris, Palace Hôtel de Henri Verneuil (1956)
- Mangeront-ils? (telefilm) de Jean Kerchbron (1957)
- Bonjour toubib de Louis Cuny (1957)
- Une manche et la belle de Henri Verneuil (1957)
- Pasaje a Venezuela de Rafael J. Salvia (1957)
- Le Dernier Quart d'heure de Roger Saltel (1962)
- La Dame de pique de Léonard Keigel (1965)
- L'abandon (telefilm) de Léonard Keigel (1967)
- Benjamin ou les mémoires d'un puceau de Michel Deville  (1968)
- Les Atomistes (serie de TV) de Léonard Keigel (1968)
- La Femme écarlate de Jean Valère (1969)
- Sial IV (serie de TV) de Adonis Kyrou (1969)
- Allô police (serie de TV) (1970)
- Qui? de Léonard Keigel (1970)
- Le Plumard en folie de Jacques Lemoine   (1974)
- Malaventure (serie de TV) de Joseph Drimal (1974)
- Jambes en l'air à Bangkok de Henri Sala (1975)
- Recherche dans l'intérêt des familles (serie de TV) de Philippe Arnal (1977)